# Filtro mecânico

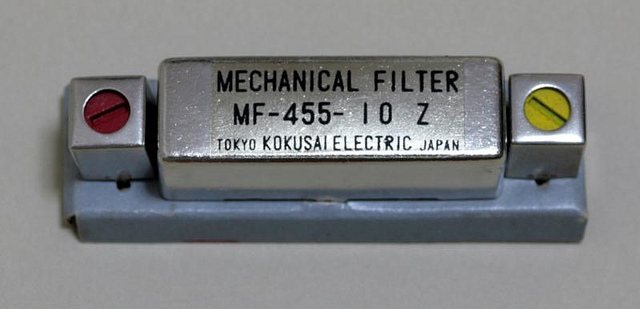
Figure 1. Um filtro mecânico fabricado pela Kokusai Electric Company usado para selecionar e estreitar em 2 kHz os sinais em um SSB nos repectores de rádio. Ele funciona em 455 kHz, comum em uma frequência intermediária estes repectores, e é dimensionado em 45×15×15 mm (1 3/4×7/12×7/12).

Um filtro mecânico é um filtro de processamento de sinais muito usado em um filtro eletrônico em um rádio frequência. Sua finalidade é a mesma que a de um filtro normal de eletrônicos: passar uma faixa de freqüências do sinal, mas para bloquear outros. Os atos de filtro em vibrações mecânicas que são o análogo do sinal elétrico. Na entrada e saída do filtro, há transdutores que convertem o sinal elétrico para, em seguida, de volta, essas vibrações mecânicas.